# Iffy
Iffy è un brano musicale di Chris Brown, primo singolo estratto dall'album Breezy.

## Video musicale
Un videoclip diretto da Joseph Kahn è stato pubblicato in contemporanea al singolo.

## Successo commerciale
In seguito alla sua pubblicazione, il brano è risultato il più aggiunto della settimana dalle radio urban statunitensi.

## Classifiche
| Classifiche (2022) | Posizione massima |
| ------------------ | ----------------- |
| Regno Unito        | 75                |
| Stati Uniti        | 71                |